# Забужье (Волынская область)
Забу́жье (укр. Забу́жжя) — село в Ровненской сельской общине Ковельского района Волынской области Украины.
До 2020 года входило в Любомльский район.
Село находится на правом берегу реки Западный Буг, по которой проходит Польско-украинская граница.
Код КОАТУУ — 0723381501. Население по переписи 2001 года составляет 829 человек. Почтовый индекс — 44310. Телефонный код — 3377. Занимает площадь 2,18 км².